# 시간세일
시간세일(Time Sale)은 사람이 덜 몰리는 시간대에 상품가격을 할인해주는 판매전략으로, 타임세일이라고도 한다.
한산한 시간대에 상품을 할인판매함으로써 집중시간대에 몰리는 고객을 분산시킬 수 있고 한산한 시간대의 매출의 증가도 도모할 수 있다. 고객도 혼잡한 시간을 피해 물품을 구매할 수 있어서 판매자나 소비자 모두에게 도움이 된다. 영화의 조조할인이 대표적인 예이며 요즘에는 미용실이나 호텔, 유통업체 등 서비스업에도 가격차별화 경쟁이 가속되면서 늘어나고 있다.
영화관에서는 조조할인이나 심야시간대에 영화티켓을 할인해주며, 대형할인마트에서는 오후 1시~3시나 폐점 임박시에도 할인해주는 서비스를 실시하기도 한다. 또한 미용실에서는 모닝퍼머라고 해서 이른 아침에 미용실을 찾으면 할인해주기도 한다. 호텔에서는 해피아워로 고객을 분산시키는데, 오후5시에서 9시를 할인시간으로 정해 술과 안주류를 싸게 팔고, 고객 수가 적은 일요일 점심시간에는 뷔페음식을 싸게 팔기도 한다.